# Улица Некрасова (Иркутск)
Улица Некра́сова (бывшая Харинская) — улица в Правобережном округе Иркутска. Начинается от пересечения с улицей Сухэ-Батора, а заканчивается на пересечении с улицами Рабочая и Декабрьских Событий. Приблизительная протяжённость — 600 метров. Пересекается так же с Пролетарской улицей.
Отрезок между Пролетарской и до конца улицы застроен преимущественно деревянными зданиями. Лишь ближе к концу улицы находится дом, построенный в начале 2000-х, да на углу с Пролетарской стоит 4-х этажка советского периода. Между улицей Некрасова, параллельной к ней Халутрина и улицей Декабрьских Событий находится огороженный пустырь (примерно 110х90 метров) с остатками нескольких дореволюционных зданий.

## Важные объекты
На отрезке между улицей Сухэ-Батора и Пролетарской находится несколько немаловажных объектов. 
С правой стороны друг за другом расположены:
- Гостиница Ангара
- Иркутский Областной Колледж Культуры
- Иркутский филиал Российской Правовой Академии, Иркутский Юридический Институт.
- Построенный в рамках празднования юбилея города бассейн.
- Социально-реабилитационный центр для несовершеннолетних города Иркутска расположен немного впереди, после перекрёстка с улицей Пролетарской.

С левой стороны, друг за другом:
- Биолого-почвенный факультет Иркутского государственного университета.
- Торговый центр Меркурий.

## Интересный факт
По-видимому, на улице отсутствует дом 1.